# Burgersoep
Een burgersoep is een niet gezeefde of niet gemixte soep, met een lichte binding, ontstaan door het meekoken van de fijn versneden groenten en garnituren. De basis van een goede burgersoep bestaat uit een krachtige bouillon (groenten- kip- of runderbouillon), waar wordt aan toegevoegd: het wit van prei in fijne stukjes en twee geschilde aardappelen, in kleine vierkante blokjes. 

## Principe
Het zijn vooral soepen met een huishoudelijk karakter. Oorspronkelijk was deze soep zoals ze door huismoeders in gezinnen werd bereid. De groenten werden op onregelmatige manier gesneden, al of niet in grote stukken. Tevens werd er vlees aan toegevoegd, zoals stukjes kip of spek. 
Het was dan ook meer een maaltijdsoep en, samen met brood, de enige gang van de maaltijd. Een burgersoep is nooit doorgestoken. Als bevochtiging wordt zowel water, fond of zelfs melk gebruikt. De binding gebeurt met peulvruchten, aardappelen of brood.

## Soorten burgersoep
- Laboureursoep (gezouten varkenshammetje en spek koken in water met spliterwten, versneden wortelen, rapen, prei en uien toevoegen)
- Potage parmentier (aardappelsoep)
- Soupe Lyonnaise (gebonden uiensoep)
- Crème argenteuil of crème de volaille (gevogelteroomsoep)
- Soupe Bonne Femme
- Champignonsoep
- Preisoep
- Pompoensoep